# Puntiagudo
Le Puntiagudo est un volcan du Chili remarquable pour sa cheminée volcanique dégagée par l'érosion et formant un neck sommital.

## Toponymie
Le Puntiagudo est aussi appelé Cerro Cenizas ou Cerro Puntiagudo.

## Géographie
Le Puntiagudo est situé dans le centre du Chili, dans la cordillère des Andes, entre les lacs Rupanco au nord et Todos Los Santos au sud. Administrativement, il se trouve à la limite entre les provinces de Llanquihue et d'Osorno de la Région des lacs.
Le Puntiagudo est un stratovolcan andésitique dont les flancs ont été érodés par les glaciers, notamment dans leur partie supérieure. Son sommet qui culmine à 2 493 mètres d'altitude est ainsi constitué d'un neck par le dégagement de la cheminée volcanique,. Cette physionomie le fait ainsi ressembler au Corcovado, un autre volcan chilien situé plus au sud. Le Cordón Cenizos, un ensemble de fissures et de cônes volcaniques, s'étire depuis le Puntiagudo vers le nord-est.

## Histoire
Le Puntiagudo a commencé à s'édifier à la fin du Pléistocène. Toutefois, sa dernière éruption s'est produite à une date inconnue.

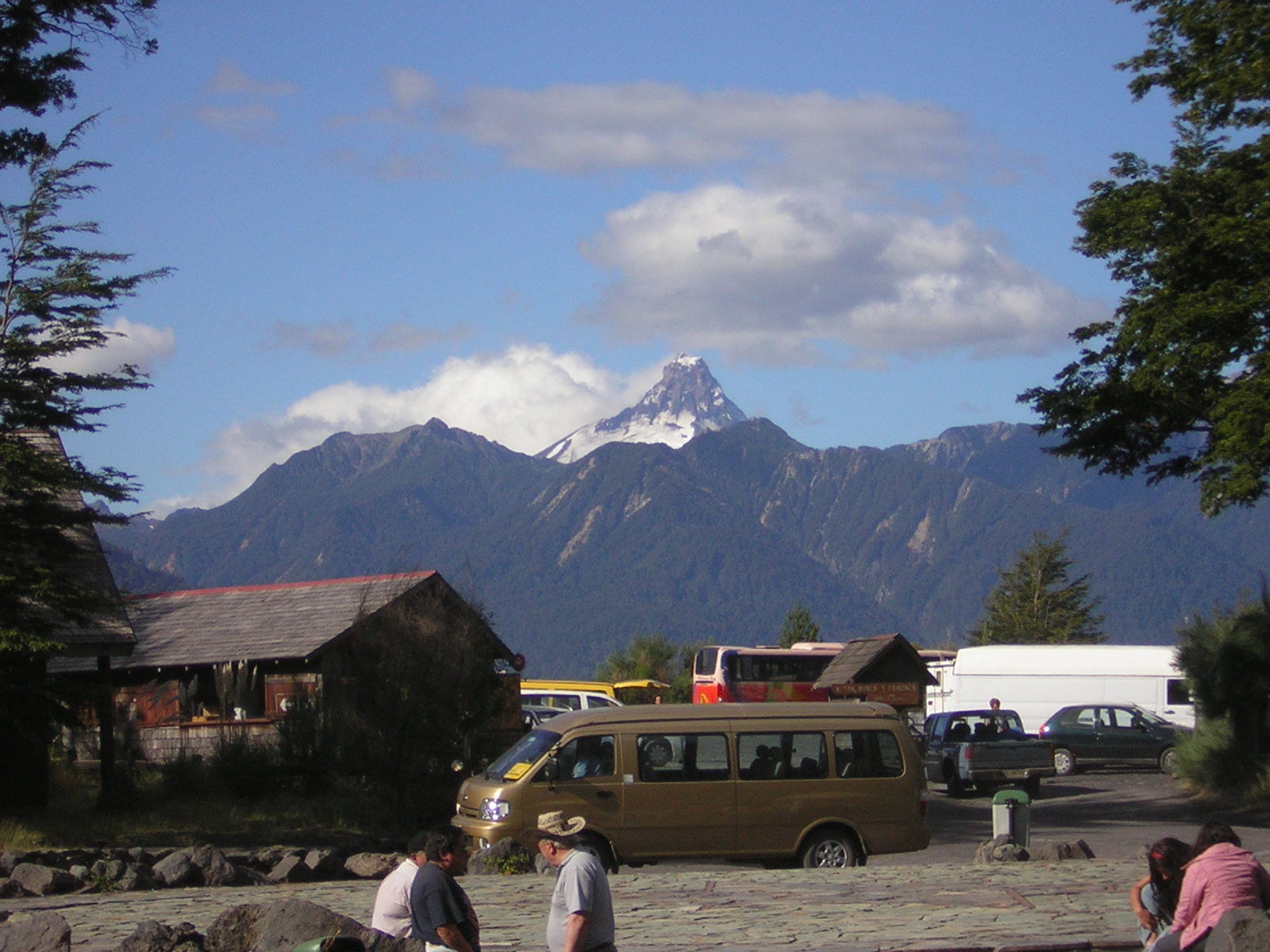
Vue du sommet du Puntiagudo depuis le lac Todos los Santos au sud.

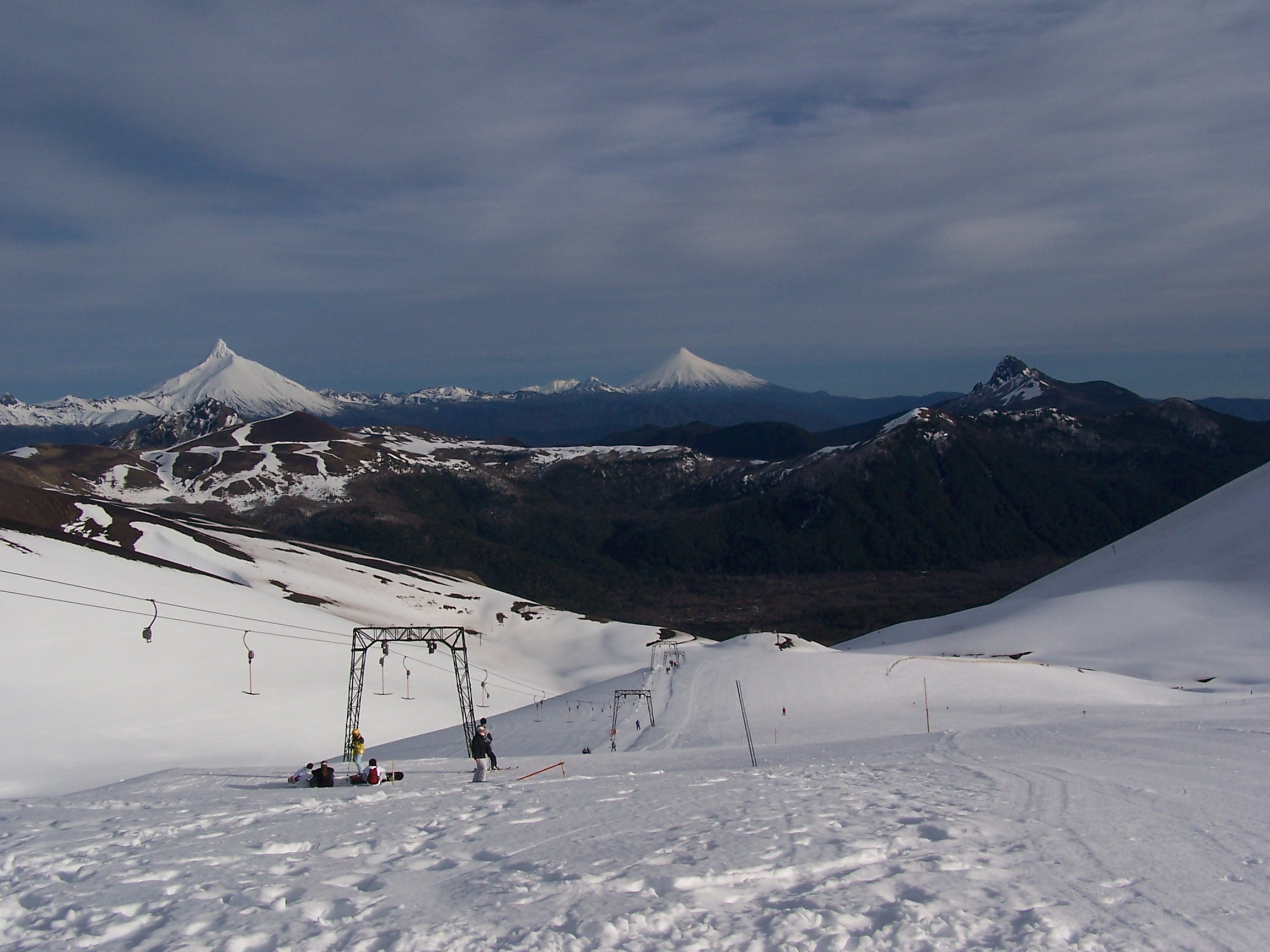
Vue du Puntiagudo (à gauche), de l'Osorno (au centre) et du Calbuco (à droite) depuis la station de ski Antillanca.